# Cataloniens nationaldag
Cataloniens nationaldag bliver i Catalonien fejret den 11. september til minde belejringen af Barcelona i 1714 under den Spanske Arvefølgekrig, hvor dog indbyggerne måtte overgive sig. Som straf for, at de havde støttet den habsburgske ærkehertug Karls ret til Spaniens trone blev de hidtidige institutioner i og det hidtidige selvstyre for Catalonien afskaffet af det sejrende Bourbon-monarki.
I 1980 erklærede det nye selvstændige styre i Catalonien den 11. september som den catalanske nationaldag.
Organisationar og politiske partier lægger traditionelt blomster ved monumenterne for Rafael Casanova og general Moragues som ledere af kampene mod Bourbon-hæren.